# Pousada do Castelo de Palmela
A Pousada do Castelo de Palmela ou Pousada de Santiago está instalada na área conventual da Convento e Igreja de Santiago de Palmela no interior do Castelo de Palmela, na Freguesia e no Município de Palmela, Distrito de Setúbal, em Portugal.
Integra a rede Pousadas de Portugal com a classificação de Pousada Histórica.

## História do edifício
Dentro da área amuralhada do castelo de Palmela, doado por D. Sancho I no século XII à Ordem Militar de Santiago, vieram a ser efetuadas grandes obras já no século XV, em particular no sector ocidental, onde foi construída uma igreja e o convento de Santiago onde ficaria instalada a sede da Ordem.
Mais tarde, nos finais do século XVII, inícios do século XVIII, um novo convento é edificado.
Caído em ruínas depois da extinção das ordens religiosas, em 1834, foi todo o conjunto classificado como monumento nacional em 1910.
Em 1940 a DGEMN procedeu ao restauro parcial do castelo.
Em 1969 é aprovado o projeto de adaptação do convento da Ordem de Santiago a pousada, sob projeto do arquiteto Luís dos Santos Castro e Lobo, decorrendo as obras de adaptação até 1979 ano em que foi inaugurada.
Entretanto iniciaram-se escavações arqueológicas na área oriental do castelo e transformaram-se alguns espaços em salas museológicas com vista sobre áreas escavadas.

## A Pousada
A Pousada integra os claustros do antigo convento, com as galerias transformadas em zonas de lazer.
O restaurante situa-se no antigo refeitório dos frades, subsistindo as paredes de metro e meio de espessura e o púlpito original de onde eram efetuadas as leituras religiosas durante as refeições.
Os 23 quartos e 5 suites, distribuídos por dois pisos, proporcionam vistas para o mar, para a vila de Palmela ou para o Castelo, consoante o estado do tempo e a orientação. De decoração sóbria também estes possuem espessas paredes de 1,40 metros.